# Ulises Barrera
Ulises Barrera (Buenos Aires, 6 de diciembre de 1919 - Buenos Aires, 11 de diciembre de 2005) fue un periodista deportivo argentino, especializado en boxeo y posteriormente funcionario público.

## Trayectoria
Comenzó a trabajar como linotipista en la Editorial Haynes; inició su carrera como periodista en el diario El Mundo.
Estudió psicología y adhirió a la escuela de Enrique Pichon Rivière.
En 1949 cubrió por primera vez un encuentro de boxeo y comenzó su interés que lo llevó a ser un especialista en ese deporte.
Fue relator y comentarista junto a Horacio Accavallo de boxeo en las transmisiones de Canal 11 en las décadas de los años 1960, 1970 y 1980. 
Fue testigo de numerosas peleas de boxeadores argentinos y campeones internacionales: comentó las peleas de Pascual Pérez, Horacio Accavallo, Nicolino Locche y Víctor Galíndez, entre otros. Vio la obtención del título de campeón de Horacio Accavallo en Tokio, en 1966, y la pelea entre Carlos Monzón y Nino Benvenuti en 1970. Estuvo en la Pelea del Siglo entre Muhammad Ali y George Foreman y del combate entre Alí y Ringo Bonavena. 
De pluma exquisita y gran conferencista, recordaba la dramática agonía y muerte del boxeador mendocino Alejandro Lavorante.
Participó del programa radial Bajo las luces del ring, junto a Bernardino Veiga, Julio Ernesto Vila, Roberto Maidana y Leopoldo Costa.
En 1971 asumió el cargo de director general de Asistencia de la Comunidad de la Municipalidad de Buenos Aires.
En 1975 condujo, junto a Blackie, Tres mujeres y Knittax, por Radio Continental.

## Distinciones
Barrera fue miembro de:
- la Academia Nacional de Periodismo
- la Academia de Medicina Legal y Ciencias Forenses de la República Argentina.
- el Tribunal de Honor del Círculo de Periodistas Deportivos

En 1987 fue distinguido con el Premio Konex.